# 張開 (明朝)
張開，山西絳州人，明朝政治人物。举人出身。
永樂元年，參加癸未科鄉試中舉，后任泰安教諭。